# Hudfärg
- Övre vänster: Mörkhyad person jämte ljushyad person.
- Övre höger: Mörkhyad soldat jämte ljushyad dam.[a]
- Undre vänster: Exempel på mörk hudfärg.
- Undre höger: Exempel på olika hudfärger i Stockholm 2009.

Hudfärg är färgen på främst människors hud. Färgen på huden bestäms främst av mängden melanin som avgör hudens brunhet, men även mängden karotenoider som påverkar hudens gulhet. En person eller djur utan melanin kallas albino. Hudfärgen kan även påverkas temporärt genom att utsätta huden för ultraviolett strålning för att åstadkomma en så kallad solbränna.
Hudfärgen varierar mellan olika områden på jorden och är generellt sett mörkare i områden med starkare ultraviolett strålning från solen. I områden med kraftig sol skyddar den mörka hudfärgen mot hudcancer och solbränna, medan en ljusare färg underlättar produktionen av D-vitamin.
Hudfärgen har också betydelse för att hjälpa kroppen hålla rätt balans mellan vitamin D och folsyra. 
Den mörka huden skyddar mot UV-strålning som förstör folsyran i blodet, folsyra är en mycket viktig komponent vid fostrets utveckling. Samtidigt behöver människan solens strålar för att bilda D-vitamin, när människan flyttade till områden med mindre strålning var en ljusare hud till fördel, då den mörka huden blockerade solens strålar och människor med för mörk hud fick D-vitaminbrist. 
Inom traditionell västerländsk konst avses med hudfärg vanligen en gulbeige färg som påminner om nordeuropéers hudfärg. En konsthistorisk term för hudfärg är karnation, efter carne, (kött).

## Fitzpatrickskalan
Den amerikanske dermatologen Thomas B. Fitzpatrick skapade år 1975 en skala för olika hudtyper. Människan kan grovt indelas i 6 olika hudtyper som anger hur väl man tål solens UV-strålning. Skalan var ursprungligen avsedd som underlag för behandling av patienter men har även andra användningsområden.
Hudtyp 1 – Hit hör människor med mycket ljus hud som alltid bränner sig i solen och inte blir solbruna
Hudtyp 2 – Hit hör människor med ljus hud som bränner sig lätt och blir något solbruna
Hudtyp 3 – Hit hör människor med en ljust brun hud som bränner sig ibland och lätt blir brunare av solen
Hudtyp 4 – Hit hör människor med mellanbrun hud som inte bränner sig särskilt mycket och lätt blir brunare av solen
Hudtyp 5 – Hit hör människor med mörkbrun hud och som tål solen väl, sällan bränner sig och blir mycket mörkare av solen
Hudtyp 6 – Hit hör människor med mycket mörk hudfärg som aldrig bränner sig

### Klassiska hudfärger
| Brun hudfärg     |                             |
| Gul hudfärg      | (rasterminologisk, obsolet) |
| Gulbrun hudfärg  | (rasterminologisk, obsolet) |
| Ljusbrun hudfärg |                             |
| Röd hudfärg      | (rasterminologisk, obsolet) |
| Rödbrun hudfärg  |                             |
| Svart hudfärg    |                             |
| Vit hudfärg      |                             |

## Rasbiologi
En tidigare skala för klassificering av hudfärg skapades 1905 av antropologen Felix von Luschan som ett redskap för rasbestämning av befolkningen i olika regioner.

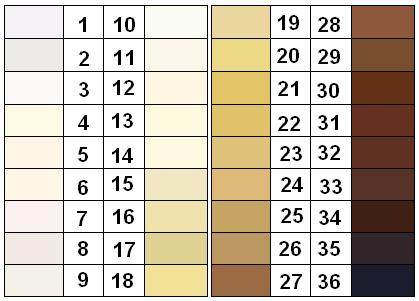
Felix von Luschan hudfärgsskala.